# Ondas gravitacionales de Rossby
Las ondas gravitacionales de Rossby son ondas atrapadas ecuatorialmente (muy parecidas a las ondas Kelvin), lo que significa que decaen rápidamente a medida que aumenta su distancia lejos del ecuador (siempre que la frecuencia de Brunt-Vaisala no permanezca constante).  Estas ondas tienen la misma escala de atrapamiento que las ondas Kelvin, más conocida como el radio de deformación de Rossby ecuatorial. Siempre transportan energía hacia el este, pero sus "crestas" y "valles" pueden propagarse hacia el oeste si sus períodos son lo suficientemente largos.

## Derivación
La velocidad de propagación hacia el este de estas ondas se puede derivar para una capa de fluido invisible de movimiento lento y profundidad uniforme H. Porque el parámetro de Coriolis (f = 2Ω sin(θ) donde Ω es la velocidad angular de la tierra, 7.2921 × 10−5 rad/s, y θ es la latitud) desaparece a 0 grados de latitud (ecuador), hay que hacer la aproximación del "plano beta ecuatorial".  Esta aproximación establece que f es aproximadamente igual a βy', donde y es la distancia al ecuador y β es la variación del parámetro de Coriolis con la latitud, 
{\displaystyle {\frac {\partial f}{\partial y}}=\beta }.  Con la inclusión de esta aproximación, las ecuaciones primitivas se convierten (despreciando el rozamiento):
- la ecuación de continuidad (que tiene en cuenta los efectos de la convergencia y la divergencia horizontales y se escribe con la altura geopotencial):

{\displaystyle {\frac {\partial \phi }{\partial t}}+c^{2}\left({\frac {\partial v}{\partial y}}+{\frac {\partial u}{\partial x}}\right)=0}
- la ecuación del momento U (componente zonal del viento):

{\displaystyle {\frac {\partial u}{\partial t}}-v\beta y=-{\frac {\partial \phi }{\partial x}}}
- la ecuación del momento V (componente meridional del viento):

{\displaystyle {\frac {\partial v}{\partial t}}+u\beta y=-{\frac {\partial \phi }{\partial y}}}.
Estas tres ecuaciones pueden separarse y resolverse utilizando soluciones en forma de ondas de propagación zonal, que son análogas a las soluciones exponenciales con una dependencia de x y t y la inclusión de funciones de estructura que varían en la dirección y:
{\displaystyle {\begin{Bmatrix}u,v,\phi \end{Bmatrix}}={\begin{Bmatrix}{\hat {u}}(y),{\hat {v}}(y),{\hat {\phi }}(y)\end{Bmatrix}}e^{i(kx-\omega t)}}.
Una vez formulada la relación de frecuencia en términos de ω, la frecuencia angular, el problema puede resolverse con tres soluciones distintas.  Estas tres soluciones corresponden a la onda de gravedad ecuatorialmente atrapada, la onda de Rossby ecuatorialmente atrapada y la onda mixta Rossby-gravedad (que tiene algunas de las características de las dos anteriores) . Las ondas de gravedad ecuatoriales pueden propagarse hacia el oeste o hacia el este, y corresponden a n=1 (igual que para la onda de Rossby ecuatorialmente atrapada) en un diagrama de relación de dispersión (diagrama "w-k").  En n= 0 en un diagrama de relación de dispersión, se pueden encontrar las ondas mixtas Rossby-gravedad donde para números de onda zonales grandes y positivos (+k), la solución se comporta como una onda de gravedad; pero para números de onda zonales grandes y negativos (−k), la solución parece ser una onda Rossby (de ahí el término ondas Rossby-gravedad). Como se mencionó anteriormente, la velocidad de grupo (o paquete de energía/dispersión) siempre se dirige hacia el este con un máximo para las ondas cortas (ondas de gravedad).

## Ondas gravitatorias de Rossby de propagación vertical
Como se ha dicho anteriormente, las ondas mixtas de Rossby-gravedad son ondas atrapadas ecuatorialmente a menos que la frecuencia de flotación se mantenga constante, introduciendo un número de onda vertical adicional para complementar el número de onda zonal y la frecuencia angular.  Si esta frecuencia de Brunt-Vaisala no cambia, entonces estas ondas se convierten en soluciones de propagación vertical. En un diagrama de dispersión típico "m,k", la velocidad de grupo (energía) se dirigiría en ángulo recto a las curvas n = 0 (ondas mixtas Rossby-gravedad) y n = 1 (ondas de gravedad o Rossby) y aumentaría en la dirección de la frecuencia angular creciente. Las velocidades de grupo típicas para cada componente son las siguientes 1 cm/s para las ondas de gravedad y 2 mm/s para las ondas planetarias (Rossby).
Estas ondas mixtas de Rossby de propagación vertical fueron observadas por primera vez en la estratosfera como ondas mixtas de propagación hacia el oeste por M. Yanai. Tenían las siguientes características: 4-5 días, números de onda horizontales de 4 (cuatro ondas rodeando la tierra, correspondientes a longitudes de onda de 10 000 km), longitudes de onda verticales de 4-8 km, y velocidad de grupo ascendente. De forma similar, Weisberg et al. (1979) encontraron en el Océano Atlántico ondas mixtas que se propagan hacia el oeste, con períodos de 31 días, longitudes de onda horizontales de 1200 km, longitudes de onda verticales de 1 km y velocidad de grupo descendente. Además, el componente de la onda de gravedad que se propaga verticalmente se encontró en la estratosfera con períodos de 35 horas, longitudes de onda horizontales de 2400 km, y longitudes de onda verticales de 5 km.